# Börsskärs grundet
För skäret i Åland, se Börsskärs grundet (Åland).
Börsskärs grundet är en ö i Finland.   Den ligger i kommunen Pargas i den ekonomiska regionen  Åboland  och landskapet Egentliga Finland, i den sydvästra delen av landet, 210 km väster om huvudstaden Helsingfors.